# Neu Golm
Neu Golm (niedersorbisch Nowy Chółm) ist ein Ortsteil von Bad Saarow im Landkreis Oder-Spree in Brandenburg.

## Lage
Neu Golm liegt nordöstlich des Gemeindezentrums. Nördlich grenzt die Gemeinde Langewahl an das Gebiet. Es folgen im Uhrzeigersinn Alt Golm (zu Rietz-Neuendorf), Kunersdorf (ein bewohnter Gemeindeteil von Rietz-Neuendorf) sowie Wilmersdorf, ebenfalls ein Ortsteil dieser Gemeinde. Ein Großteil der Gemarkung ist bewaldet. Eine Wohnbebauung erstreckt sich entlang des historischen Dorfangers. Im Nordwesten grenzt Neu Golm an den Petersdorfer See.

## Geschichte
Der Ort wurde 1418 erstmals als Golin urkundlich erwähnt. 1490 erschien die Schreibweise Newngolm. Im 19. Jahrhundert ließ die Kirchengemeinde eine Kirche abreißen und errichtete ein neues Bauwerk. 1975 eröffnete die einzige Erdfunkstelle für  kommerziellen Satellitenfunk der DDR, die Erdfunkstelle Neu Golm. Sie war bis 1996 in Betrieb. 1997 sanierte die Gemeinde die ehemalige Schule und richtete dort eine Heimatstube ein.
Am 31. Dezember 2002 wurde Neu Golm in die Gemeinde Bad Saarow eingegliedert.

## Sehenswürdigkeiten
- Dorfkirche Neu Golm: Das Bauwerk entstand im Jahr 1877 im neugotischen Stil.
- ehemalige Erdfunkstelle Neu Golm

## Persönlichkeiten
- Jörg Schönbohm (1937–2019), Generalleutnant, 1999–2009 Innenminister des Landes Brandenburg, geboren in Neu Golm